# David Talbot Day
David Talbot Day (* 10. September 1859 in Rockport (Ohio); † 15. April 1925 in Washington, D.C.) war ein US-amerikanischer Chemiker und Geologe.
Day war der Sohn eines Geistlichen der Swedenborgianer, wuchs in Baltimore auf und studierte ab 1878 Chemie an der Johns Hopkins University in Baltimore mit dem Bachelor-Abschluss 1881 und der Promotion 1884. Er war dort Assistent von Ira Remsen, gab nebenher Chemieunterricht an einer Schule und hielt Vorlesungen an der University of Maryland (1884 bis 1886 als Demonstrator in Chemie). 1885 wurde er Mitglied der US Geological Survey in Washington, D.C. und leitete dort ab 1886 als Nachfolger von Albert Williams die statistische Abteilung. Ab 1896 war er dort Direktor der Abteilung Bergbau. 1907 wurde er Berater der Abteilung Erdöl beim Geological Survey und 1914 der Abteilung Erdöl beim Bureau of Mines. Ab 1920 gab er seine Ämter auf und hatte ein eigenes privates Institut in Santa Maria (Kalifornien). Dort forschte er unter anderem über Cracken und das Gewinnen von Öl aus Ölschiefer.
Als Chemiker untersuchte er anfangs vor allem Minerale und Erze und beim Geological Survey erstellte er 1885 bis 1912 detaillierte Übersichten über die Vorkommen an Bodenschätzen in den USA. Dabei erstellte er auch Abschätzungen der Ölschiefervorkommen (was aber erst später von größerer Bedeutung wurde, da zunächst die Ausbeutung konventioneller Rohölquellen im Vordergrund stand). Später befasste er sich mit Petrochemie und verfasste ein Handbuch der Petroindustrie.
1897 fand er eine Möglichkeit Erdölanteile voneinander zu trennen, indem man sie durch Kalkstein laufen ließ (was man als frühe Form der Chromatographie auffassen kann).
1893 bis 1900 war er Vizepräsident des American Institute of Mining and Metallurgical Engineers.
1886 heiratete er Elizabeth Keeler.

## Schriften
- Handbook of the Petroleum Industry, 2 Bände, New York 1922